# Douglas Mawson
Pour les articles homonymes, voir Mawson.
Douglas Mawson, né le 5 mai 1882 à Shipley (Angleterre) et mort le 14 octobre 1958 à Brighton (banlieue d'Adélaïde, en Australie-Méridionale), est un explorateur polaire et géologue australien. Avec Roald Amundsen, Ernest Shackleton et Robert Falcon Scott, Mawson est un des explorateurs importants de l'âge héroïque de l'exploration en Antarctique.

## Biographie
Parmi ses influences, Edgeworth David est régulièrement cité.

### Expédition Nimrod
Il participe à une expédition au Condominium des Nouvelles-Hébrides, puis à l'expédition Nimrod d'Ernest Shackleton entre 1908 et 1909, lors de laquelle il effectue la première ascension du mont Erebus sur l'île de Ross et atteint pour la première fois le pôle Sud magnétique.

### Expédition antarctique australasienne
Il dirige ensuite l'expédition antarctique australasienne entre 1911 et 1914, notable pour ses difficiles conditions météorologiques au cap Denison, près de la baie du Commonwealth, et mémorable pour un long raid en solitaire de la part de Mawson et la mort de deux de ses compagnons : Xavier Mertz et Belgrave Edward Sutton Ninnis.

### Expédition BANZARE
Il dirige enfin l'expédition BANZARE entre 1929 et 1931. C'est sa troisième expédition en Antarctique.

## Postérité
Douglas Mawson a été fait chevalier en 1914 ; il est devenu membre de la Royal Society le 3 mai 1923 et de l'Académie australienne des sciences. Il est décoré de l'Ordre de l'Empire britannique. Il a également reçu la médaille Clarke en 1936.
Il est l'un des 24 membres fondateurs de l'Académie australienne des sciences, créée en 1954.
Le pic Mawson (un volcan australien de l'île Heard), le mont Mawson, la baie Mawson, la Dorsa Mawson (une dorsum de la Lune), le Mawson Plateau en Australie ou encore la base antarctique Mawson sont nommés d'après lui.
Blaise Cendrars lui consacre un chapitre intitulé « La Femme aimée » dans son livre Éloge de la vie dangereuse. Et la romancière Justine Niogret met en scène l'expédition antarctique australasienne dans son livre Quand on eut mangé le dernier chien (éd. Au diable Vauvert, 2023).
En 2013-2014, une expédition se lance sur ses traces et celle de l'expédition antarctique australasienne sur le brise-glace MV Akademik Chokalski et connaît d'importantes difficultés.
Le cairn qu'il a érigé en 1930 sur l'île Proclamation est un monument historique de l'Antarctique.

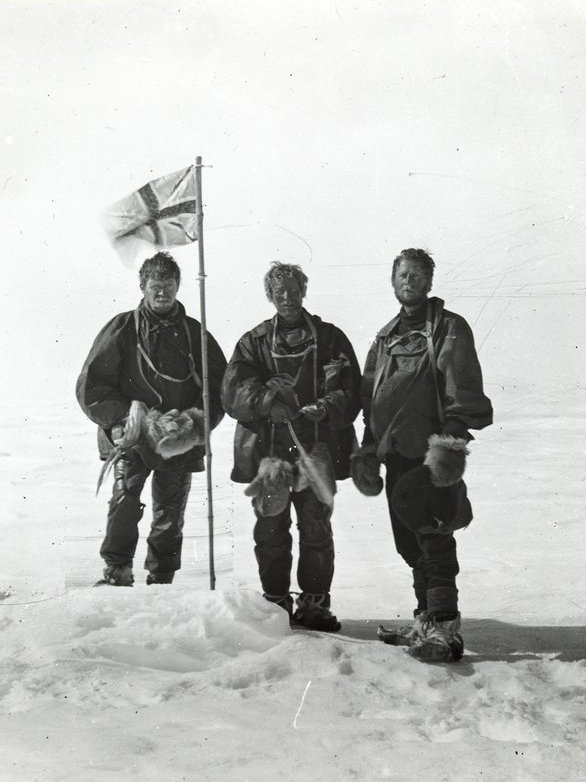
Alistair Mackay, Edgeworth David et Douglas Mawson au pôle Sud magnétique le 17 janvier 1909, lors de l'expédition Nimrod.
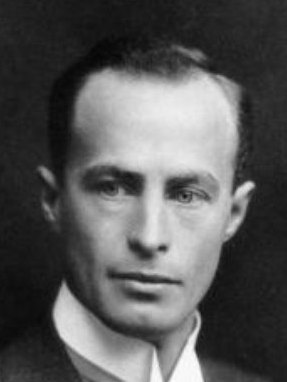
Douglas Mawson vers 1911.
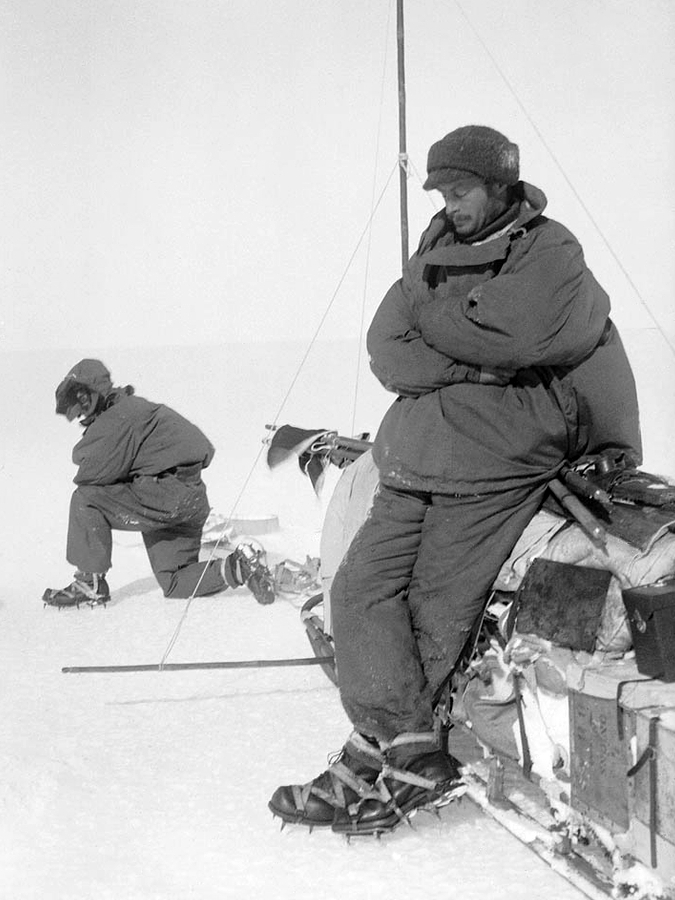
Douglas Mawson se reposant en 1912.
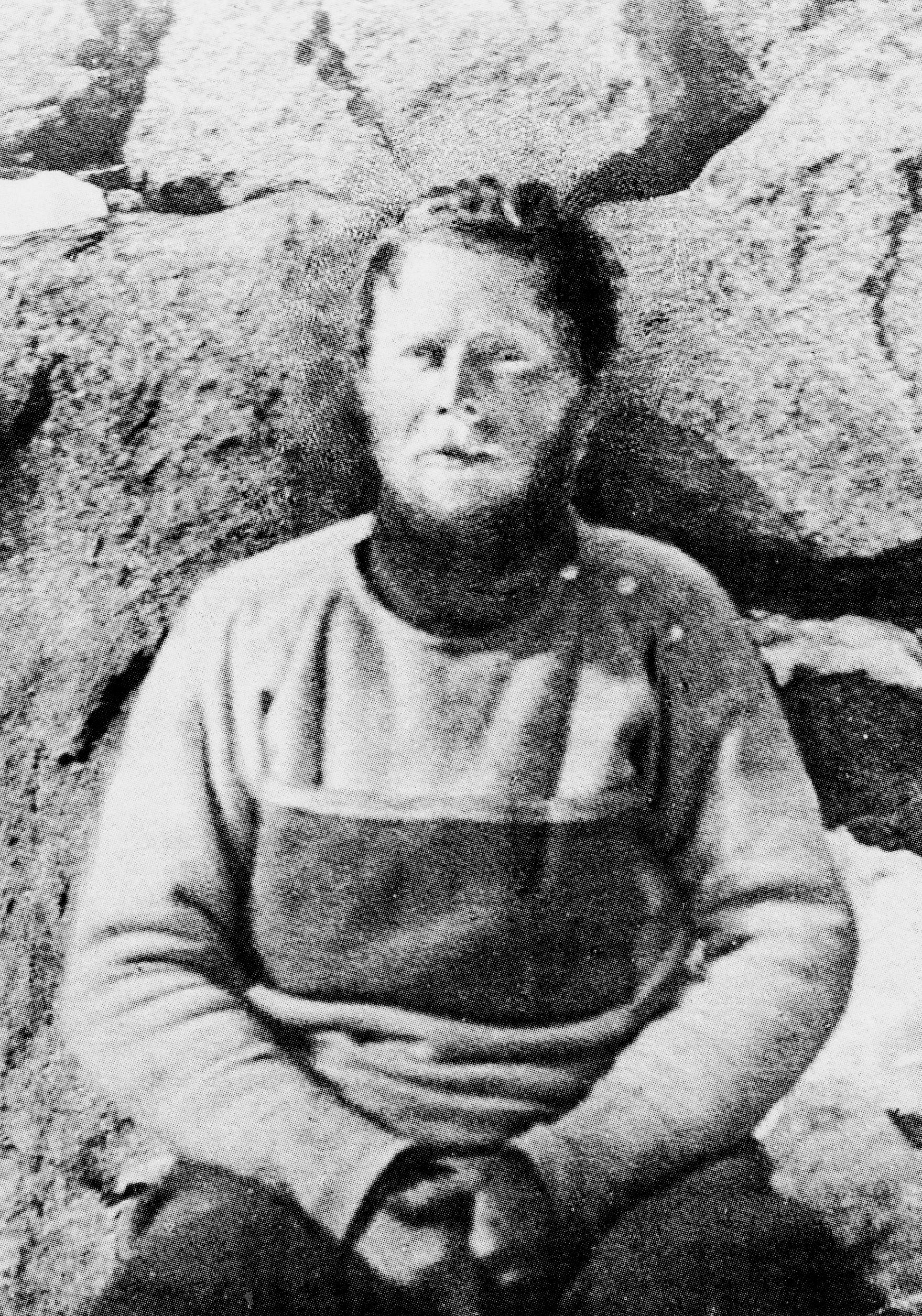
Douglas Mawson en 1913.
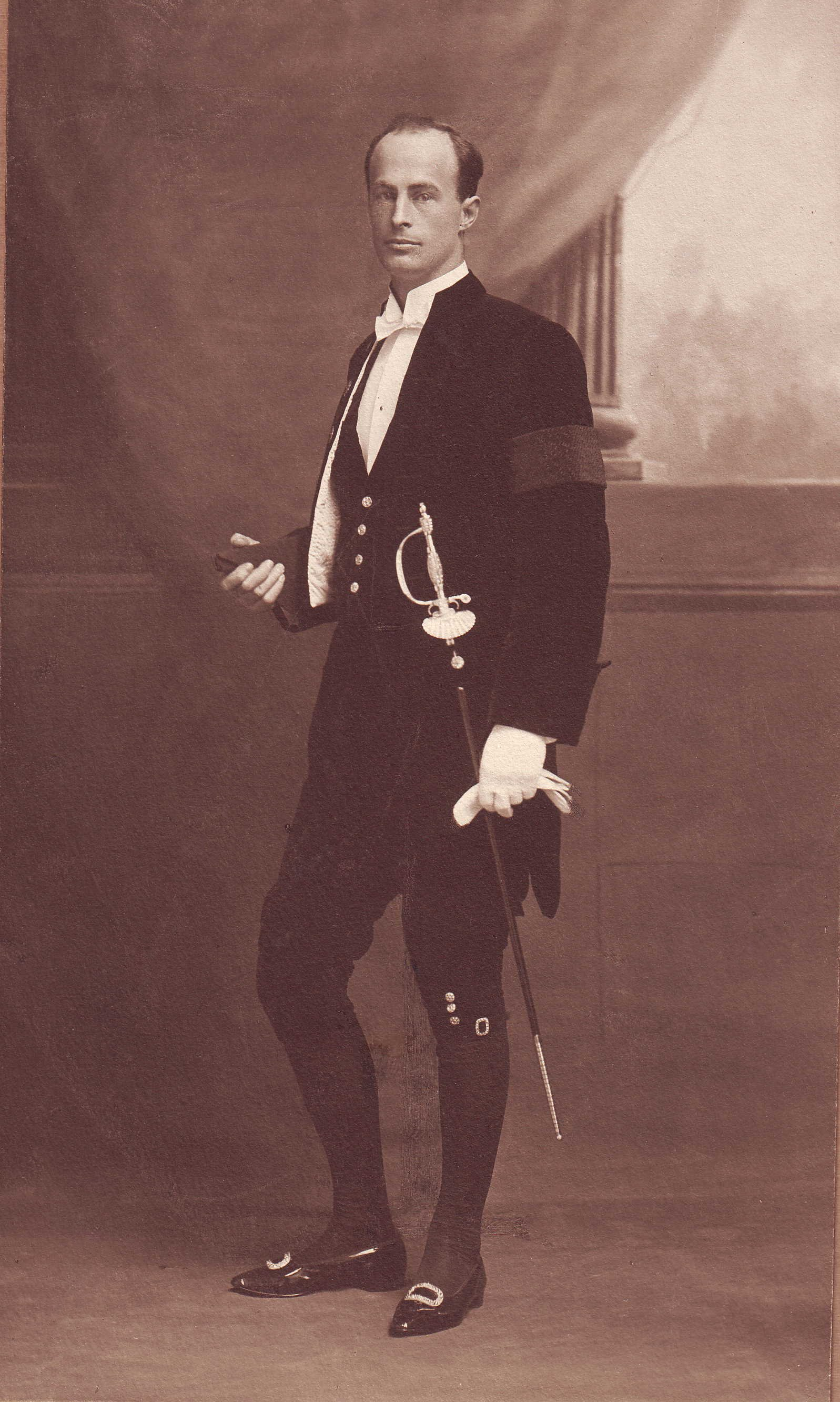
Douglas Mawson vers 1914.
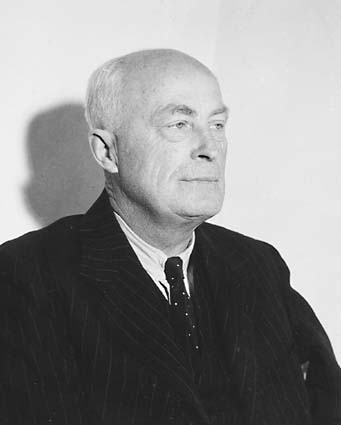
Douglas Mawson en 1945.